# Болеслав Яблонський
Болеслав Анджей Яблонський (пол. Bolesław Andrzej Jabłoński; 14 липня 1937, Познань) — польський учений-орнітолог, активіст демократичної опозиції у ПНР. Учасник міжнародних орнітологічних досліджень й антарктичних експедицій, автор і співавтор низки наукових праць. У період воєнного стану був одним із керівників Груп опору «Солідарні». У Третій Речі Посполитій — виробничий менеджер, науковець і громадський діяч.

## Орнітолог-дослідник
Народився у познанській робітничій сім'ї. Роки німецької окупації провів у сільському будинку діда (малопольське село Пшемикув). Батько Болеслава був бійцем Армії Крайова, мати — партизанською радисткою.
Навчався на біологічному факультеті Варшавського університету, спеціалізувався в орнітології. Восени 1960 року брав участь в «Akcja Bałtycka» — кільцюванні птахів і дослідженні пташиних міграцій на орнітологічній станції у Гурках Всходних (Балтійське узбережжя, нині район Гданська). Акція отримала відзнаку Польського зоологічного товариства.
У 1962 році Болеслав Яблонський закінчив університет. У 1966 році здобув науковий ступінь доктора зоологічних наук. Понад чверть століття працював науковим співробітником Інституту зоології Польської академії наук. Займався в основному птахами, характерними для Польщі, але був відомий у міжнародному орнітологічному товаристві, відвідував з науковими відрядженнями Аргентину, Бразилію, Австралію. З 1978 до 1981 року тричі побував з експедиціями в Антарктиді на станції Арцтовський, вивчав пінгвінів. Опублікував низку наукових праць, співавтор монографій «Ptaki Europy» («Птахи Європи») та «Gniazda naszych ptaków» («Гнізда наших птахів»).

## Опозиційний активіст
Болеслав Яблонський дотримувався демократичних поглядів, був противником урядущої компартії ПОРП і комуністичної держави ПНР. У 1980 році приєднався до незалежної профспілки Солідарність. Після введення воєнного стану Яблонський приєднався до підпільної організації Групи опору «Солідарні» (був зі старших за віком активістів). Діяв під псевдонімами Брок II, Омега, Професор.
Разом із Теодором Клінцевичем Яблонський керував нелегальним видавництвом Rytm. Поширював листівки та матеріали польського самвидаву. Сам писав статті про проблеми охорони навколишнього середовища, про антиекологічну політику влади. У своєму будинку в селі Отрембуси під Варшавою розміщував обладнання та матеріали, надавав житло активістам-підпільникам. Сам він жив на легальному становищі, хоча за зв'язок з «Солідарністю» його звільнили з інституту. Працював на виробництві господарських рідин. Перебував в Асоціації вітрильного спорту, розробляв методи очищення озерної води. Вже після скасування воєнного стану, у 1985—1989 роках, перебував у редколегії листівкового бюлетеня «Кур'єр Мазовше».

## Громадська та просвітницька робота
У Третій Речі Посполитій, після усунення ПОРП від влади, Болеслав Яблонський працював менеджером виробничо-комерційних підприємств у Мілянувеку. Потім був науковим співробітником сільськогосподарського інституту (селекція й акліматизація) у селі Млохув (Прушковський повіт Мазовецького воєводства). У 2002 році вийшов на пенсію.
Болеслав Яблонський не бере участі у партійній чи парламентській політиці, але активний у громадській діяльності. Він виступив співзасновником Прушківської патріотичної асоціації, бере участь у заходах з історії «Солідарності» та більш раннього антикомуністичного спротиву. Регулярно зустрічається зі студентською та шкільною молоддю. Багато займається орнітологічним просвітництвом: читає лекції, проводить виставки птахів, дослідні походи. Ольгерд Яблонський, син Болеслава Яблонського, теж відомий орнітолог, разом з батьком бере участь у науково-просвітницьких заходах.
Нагороджений Хрестом Свободи та Солідарності та медаллю «За Батьківщину».